# Sailing By
Sailing By ist der Titel eines kurzen Musikstücks des englischen Komponisten und Arrangeurs Ronald Binge (1910–1979). Binge ist vor allem als Mitarbeiter von Annunzio Mantovani bekannt und gilt als Urheber des „Easy listening music“-Stils von Mantovanis Orchester.
„Sailing By“ wird vom Radiosender BBC Radio 4 jede Nacht um etwa 00:48 als Kennmelodie oder Jingle der Seewettervorhersage verwendet und ist vielen Briten geläufig. Die eingängige Melodie von „Sailing By“ wird seit Generationen oft mit dem Zu-Bett-Gehen assoziiert und nur noch indirekt mit der Seefahrt.
Die Britpop-Band Pulp wählte „Sailing By“ als ein Motiv für ihre „Desert Island Discs“. Leadsänger Jarvis Cocker sagte in einem Interview, „Sailing By“ habe ihm jahrelang als Einschlafhilfe gedient.
Pläne der BBC, Mitte der 1990er-Jahre „Sailing By“ aus dem Programm zu entfernen, führten zu abwehrenden Publikumsreaktionen. Die Aufzeichnung der BBC ist kommerziell nicht erwerblich, es gibt jedoch mehrere sehr ähnliche Versionen im Handel.